# Dukelské bojiště a památníky Karpatsko-dukelské operace

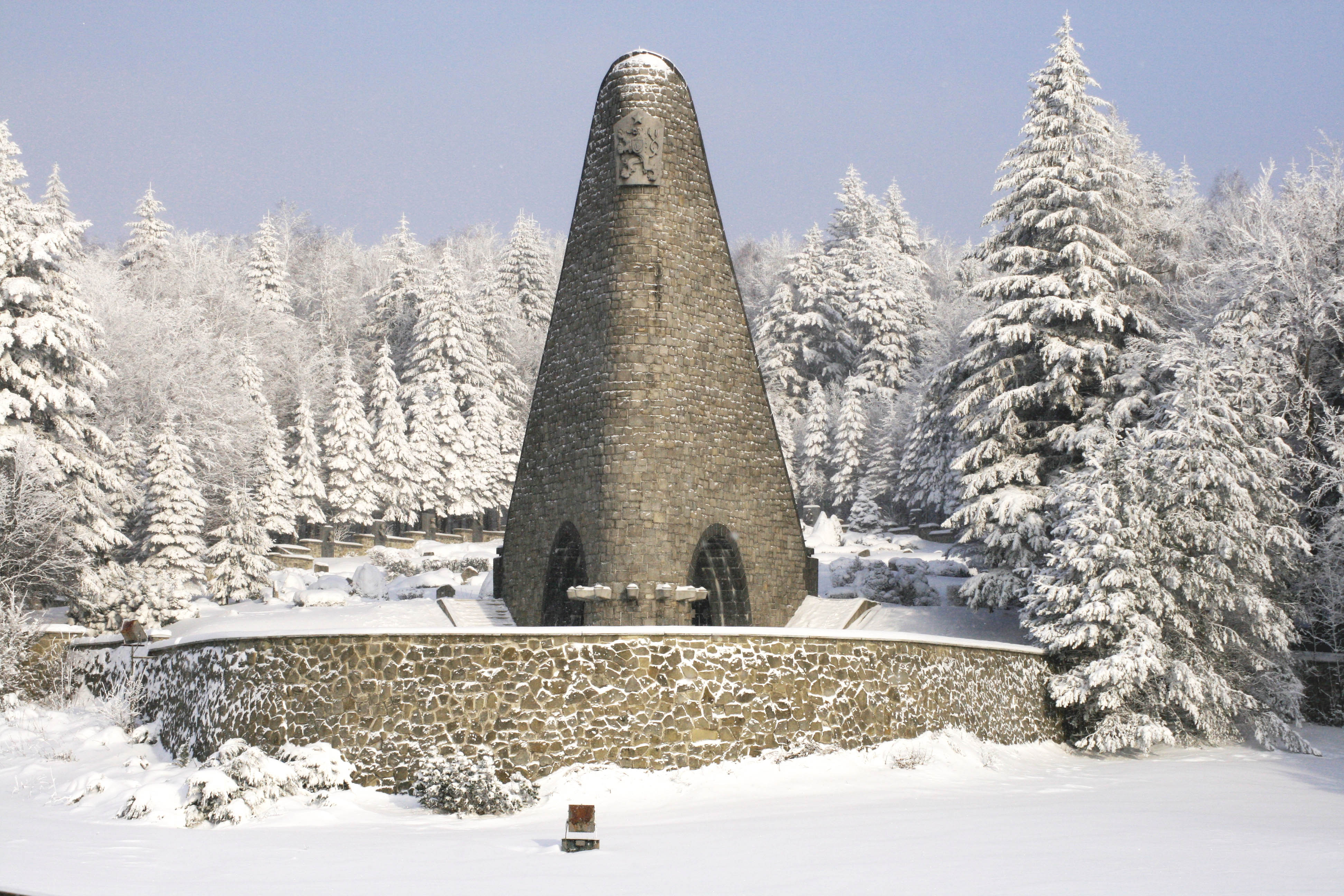
Památník příslušníkům 1. československého armádního sboru.

Dukelské bojiště a památníky Karpatsko-dukelské operace ve Svidníku jsou národní kulturní památky, věnované historickým událostem, které se odehrály v době 2. světové války v oblasti Dukelského průsmyku a památce zde padlých vojáků.

## Dukelské bojiště
Dukelské bojiště je národní kulturní památka Slovenské republiky zapsaná v Ústředním seznamu památkového fondu (na základě usnesení předsednictva Slovenské národní rady č. 24 z 27. února 1961). Územně je rozdělena do dvou lokalit:
- Dukla – památník 1. československého armádního sboru v katastrálním území Vyšný Komárnik
- Památník Rudé armády v katastrálním území Svidník

### Památník Československého armádního sboru
Památník se nachází v katastrálním území obce Vyšný Komárnik. Jeho vybudováním v prostoru bojů Karpatsko-dukelské operace vláda Československé republiky vzdala hold padlým vojákům 1. československého armádního sboru. Památník byl postaven v roce 1949 a jeho autorem je architekt Jozef Grus. Památník tvoří 28 metrů vysoký pylon a kolumbárium. Uzavírá jižní stranu hřbitova. Svým tvarem pylon symbolicky znázorňuje úder osvobozovacích vojsk do nepřátelské obrany na polsko-československém pomezí. Na vojenském pohřebišti je pochováno celkem 565 příslušníků 1. československého armádního sboru.

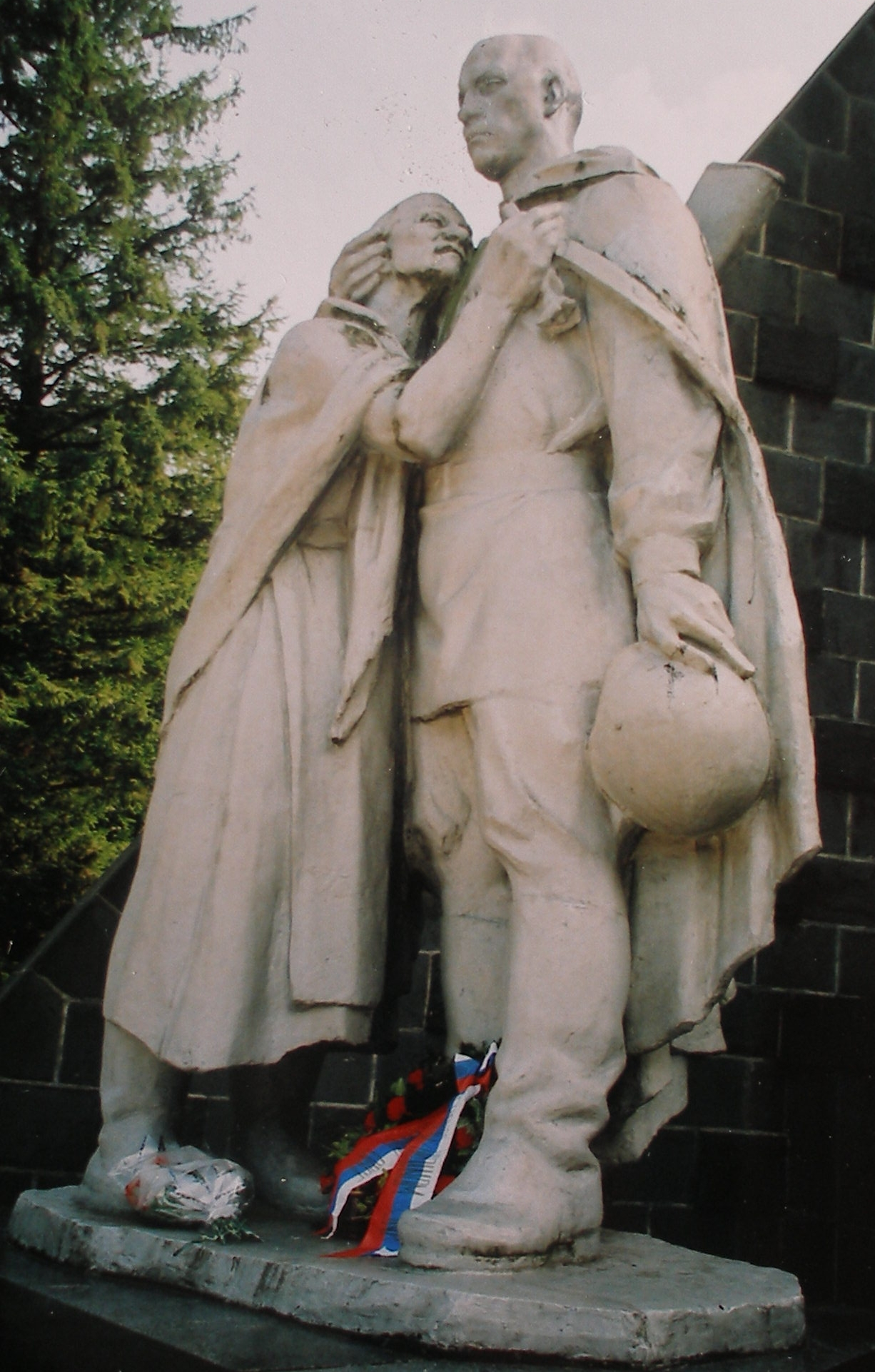
Bronzové sousoší národního umělce Jána Kulicha.

V památníku byla původně v roce 1949 instalována socha československého vojáka vzdávajícího hold padlým československým vojákům zde pohřbeným. Autorem sochy byl akademický sochař Adolf Vítek. V roce 1954 byla socha z ideologických důvodů odstraněna a zničena. V roce 1964 byl památník doplněn o bronzové sousoší Žalujem národního umělce Jána Kulicha: matka děkuje sovětskému vojákovi za osvobození a zároveň žaluje fašismus za příkoří a utrpení, které způsobil. Socha měla zejména vyjadřovat československo-sovětskou družbu. V roce 2014 bylo sousoší Žalujem přemístěno do interiéru vyhlídkové věže a do památníku byla navrácena kopie původní sochy Adolfa Vítka.
Na kolonádě vedoucí k památníku byly umístěny bronzové tabule s vygravírovanými jmény 1265 příslušníků 1. československého armádního sboru, kteří padli v Karpatsko-dukelské operaci. Ne všichni jsou pochováni na hřbitově v Dukelském průsmyku; většina hrobů se nachází na polské straně hranic, především ve městě Dukla a v osadě Nowosielce.
V kolumbáriu památníku (žulové černé oválné těleso s výklenky na ukládání uren) je uložena prsť ze všech míst bojů 1. československého armádního sboru v SSSR. Portál kolumbária zdobí reliéfy znázorňující jeho bojovou cestu od Buzuluku do Prahy.
U státní silnice, asi 200 metrů od státní hranice, se nalézá žulový památník Rozpuknuté srdce. Postaven byl na místě tragické smrti generála Jaroslava Vedrala-Sázavského, velitele 1. československé samostatné brigády v SSSR, který zde zahynul 6. října 1944. Generálovo auto zde tehdy najelo na nastraženou německou minu. Spolu s generálem zahynul i jeho řidič a osobní stráž.
Vlevo od státní silnice asi 100 metrů od státní hranice, na místě, kde se nacházel původní hřbitov příslušníků 1. československého armádního sboru, je od roku 1967 umístěna žulová plastika – symbol ženijního vojska v Karpatsko-dukelské operaci. Plastika zobrazuje ruku ženisty při zneškodňování protitankové miny.
U státní hranice je postavena, na místě, kde se nalézala původní pozorovatelna velitele sboru generála Ludvíka Svobody, vyhlídková věž. Původní věž byla dřevěná, ta současná byla odhalena v roce 1974. Rozhledna je postavena v nadmořské výšce 550 metrů nad mořem a je vysoká 52 metrů. Ve vstupní hale je instalováno audiovizuální zařízení, které umožňuje návštěvníkům získat podrobnější informace o Karpatsko-dukelské operaci. Z plošiny je výhled na dukelské bojiště na polské i slovenské straně. V interiéru rozhledny je instalována lipová ratolest – symbol slovanské vzájemnosti a zároveň označení československé generálské hodnosti.

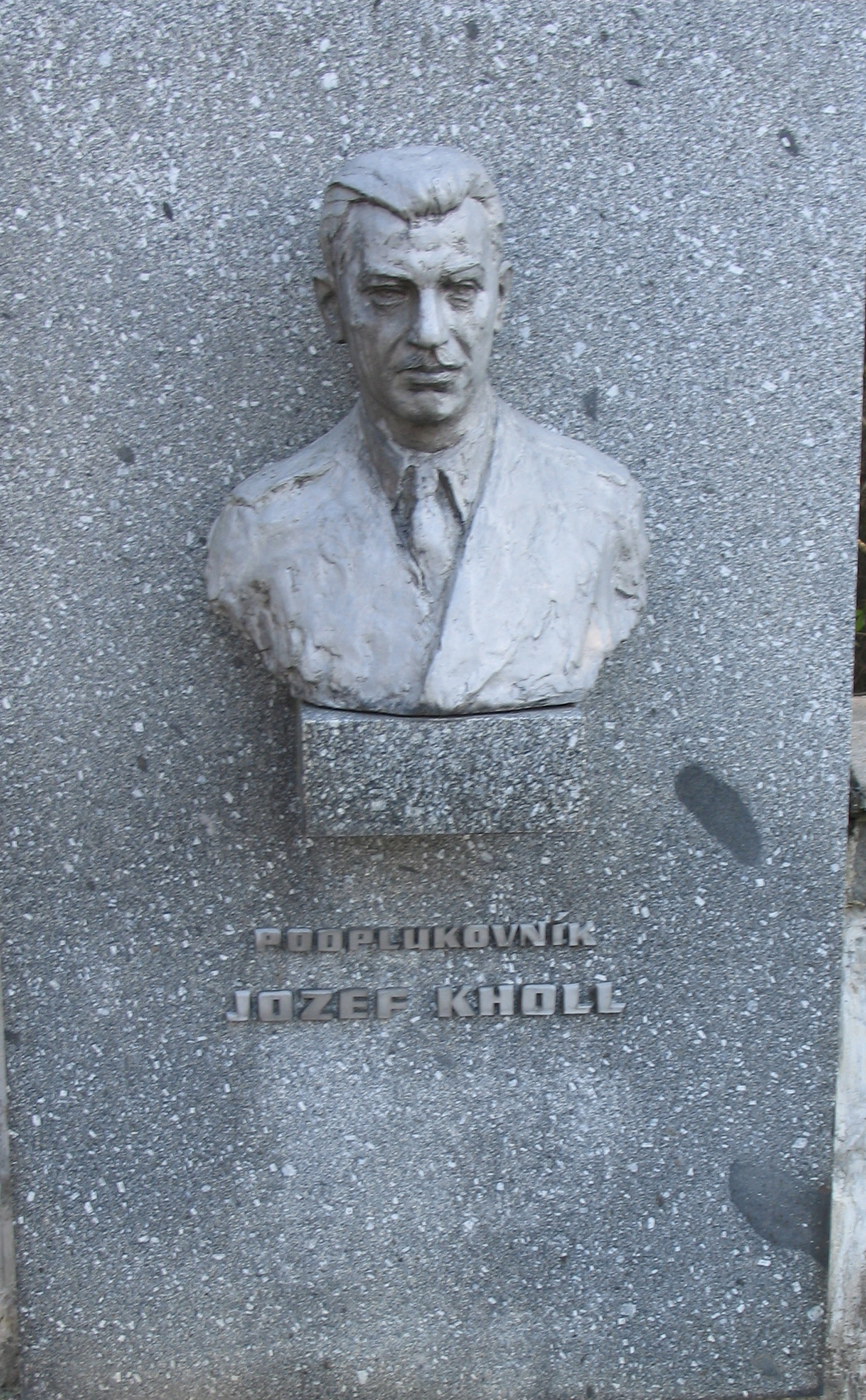
Busta J. Kholla v aleji Hrdinů Dukly

V roce 1981 byla v severovýchodní části areálu památníku vytvořena alej Hrdinů Dukly. Na kamenných žulových blocích jsou zde umístěny busty patnácti hrdinů Sovětského svazu a Československé republiky, aktivních účastníků Karpatsko-dukelské operace. Busty v nadživotní velikosti zde mají maršálové Sovětského svazu Ivan Stěpanovič Koněv, Kirill Semjonovič Moskalenko a Andrej Antonovič Grečko, armádní generálové Ludvík Svoboda a Karel Klapálek, generálmajoři Antonín Sochor a Richard Tesařík, podplukovníci Josef Kholl a František Vrána, kapitáni Rudolf Jasiok a Vendelín Opatrný, gardoví seržanti Pavol Andrejevič Kondyra, Vasilij Nikolajevič Golovan a Džuman Karakulov a mladší seržant Ivan Vasiljevič Babin.
Areál dukelského bojiště se rozprostírá od rozcestí u obce Kapišová až po slovensko-polský hraniční přechod Dukla. Jeho součástí je Vojenské přírodní muzeum na Dukle, které bylo zpřístupněno veřejnosti v roce 1959. Nachází se zde expozice v přírodě s rozmístěnou bojovou technikou v katastru obce Nižný Komárnik a Vyšný Komárnik. Zpřístupněna jsou i zrekonstruovaná dělostřelecká palebná postavení a bunkry jednotek 1. československého armádního sboru i velitelské stanoviště velitele 3. československé brigády, ze kterého velitelé zabezpečovali další útočnou činnost na slovenském území po překročení státní hranice. Dukelské přírodní muzeum zabírá i plochu mezi obcemi Kapišová a Kružlová (v tzv. údolí smrti), kde je se nachází technika tankové roty s osmi tanky, děly i jinými zbraněmi z období Karpatsko-dukelské operace (říjen 1944).

### Památník Rudé armády

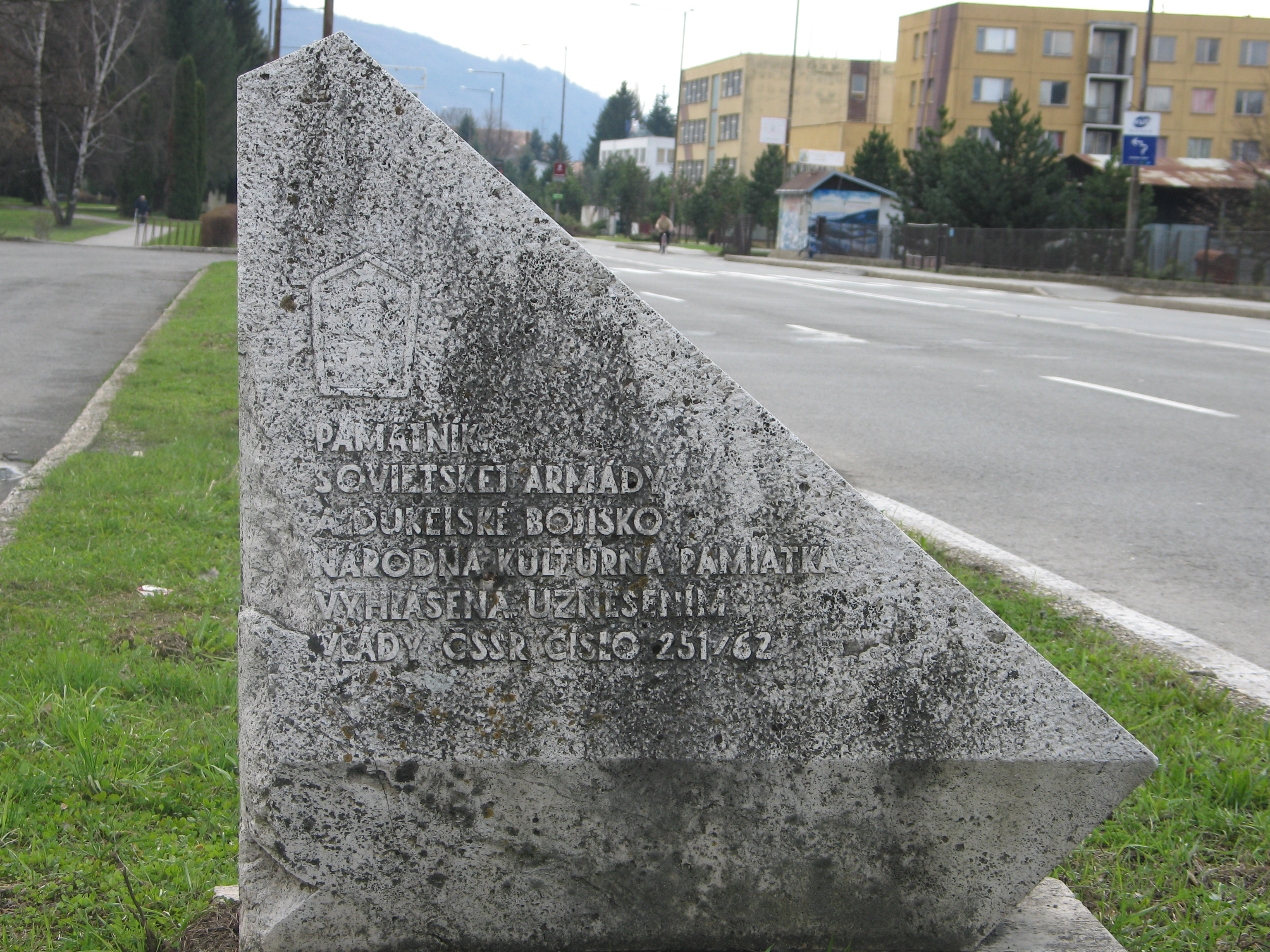
Kámen informující o vyhlášení národní kulturní památky ve Svidníku.

Ve Svidníku stojí monumentální mramorový památník Rudé armády, národní kulturní památka. Odhalen byl 3. října 1954 při příležitosti oslav 10. výročí Karpatsko-dukelské operace. Autory projektu byli čeští architekti Ing. Karel Lodr, Jan Krumprecht a Václav Šedivý. Sochařské práce realizovali sochaři - národní umělci Oskar Kozák, Jan Hana a zasloužilý umělec František Gibala.
Pomník má výšku 37 m. Pěticípá hvězda na jeho vrcholu měří 3,5 metru. Čelní stěny ohrady památníku výtvarně symbolizují Slovenské národní povstání a příchod Rudé armády. Na levé straně památníku se nachází sousoší Útok Sovětské armády, na pravé straně pak reliéf Partizánská hlídka ve Slovenském národním povstání. Před širokým schodištěm památníku se nalézá bronzová socha sovětského seržanta; symbolizuje zde čestnou stráž, která vzdává hold nad mohylou padlých. Její výška činí čtyři metry a jejími autory jsou Jan Bartoš a Jan Hana. Na bocích soklu, na kterém je socha postavena, jsou vysekány položené mramorové lipové věnce.
Architektonický komplex památníku dotvářejí dvě pískovcová sousoší: Hanovo Stretnutie a Gibalovo Smelý pohľad do budúcnosti. Na čtvercovém piedestalu, obelisku a pylonu památníku se nacházejí velkorozměrné mramorové reliéfy: Zdvihnutie zástavy na slávu víťazstva, 9. máj 1945, Ľudia vítajú svojich sovietskych osloboditeľov, Zvítanie partizánov so Sovietskou armádou a Dedina víta sovietskych vojakov. U památníku při jeho stěně byly vytvořeny symbolické mramorové hrobky padlých příslušníků sovětské pěchoty, tankistů, dělostřelců a letců. Na hrobkách jsou vytesány symboly rozlišovacích znaků těchto druhů sovětských zbraní. V čtyřech společných hrobech je zde pochováno více než 9 000 sovětských vojáků.
V roce 1974 byl vytvořen na pravé straně památníku v blízkosti vojenského muzea Park bojové techniky, ve kterém byla rozmístěna vojenská bojová technika používaná v době Karpatsko-dukelské operace.

## Správa dukelského bojiště a památníků
Památníky a celý areál Vojenského přírodního muzea do roku 1959 spravoval Okresní národní výbor ve Svidníku, potom do roku 1965 Krajské památkové středisko v Prešově a od roku 1965 Dukelské muzeum ve Svidníku. Po vzniku samostatné Slovenské republiky v roce 1993 bylo muzeum přejmenováno na Vojenské múzeum vo Svidníku. Stalo se samostatnou organizací, která spravovala celý areál Vojenského přírodního muzea a památníky.
Dukelské muzeum bylo v roce 2004 transformováno na muzejní oddělení Svidník a bylo tehdy přičleněno pod nově zřízené Vojenské múzeum Piešťany, jehož zřizovatel byl Vojenský historický ústav Bratislava.
Od roku 1994 až do roku 2004 bylo Dukelské muzeum pod přímým řízením Vojenského historického ústavu v Bratislavě.

## Galerie

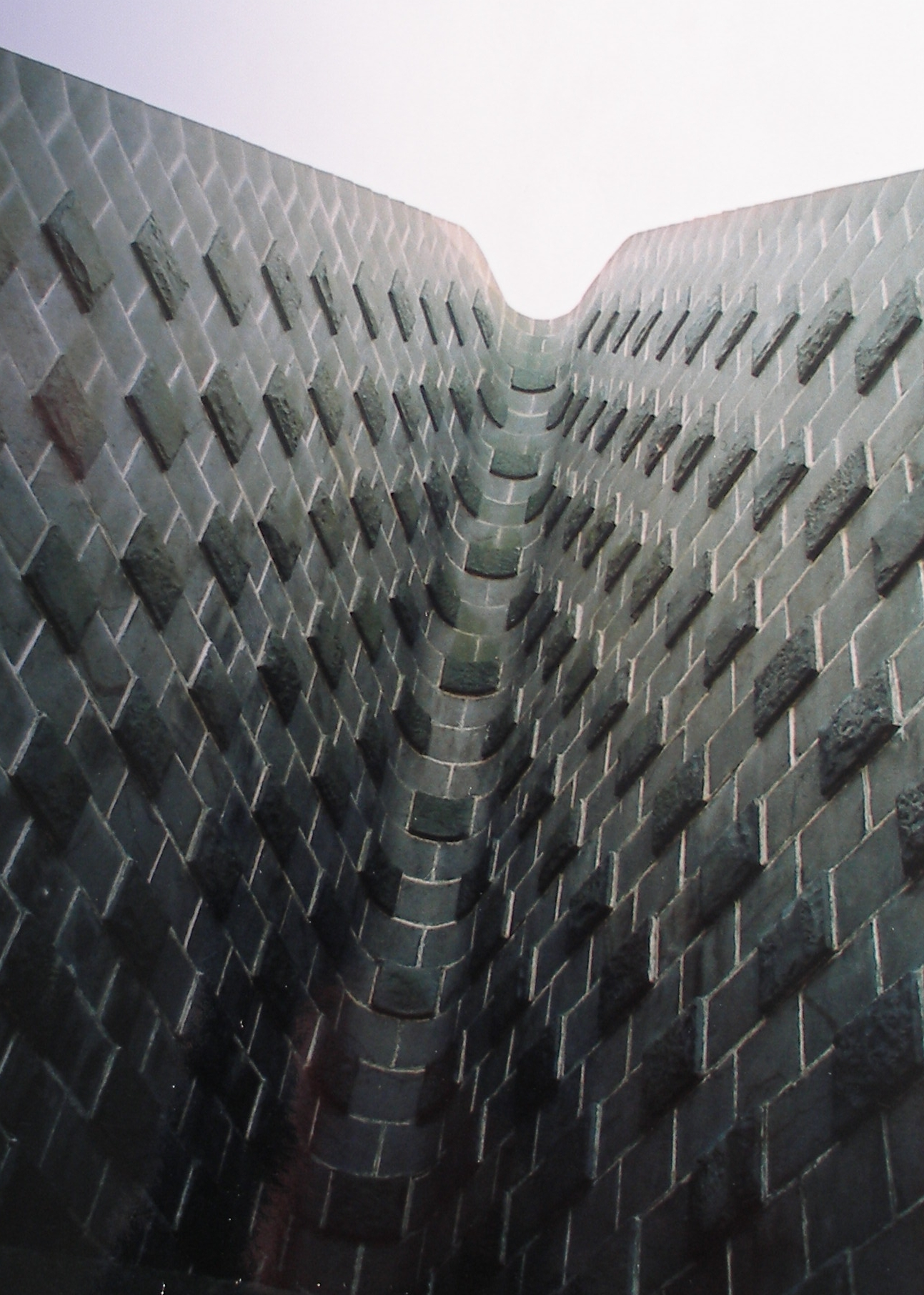
Pylon dukelského památníku je postaven ze žulových kvádrů.
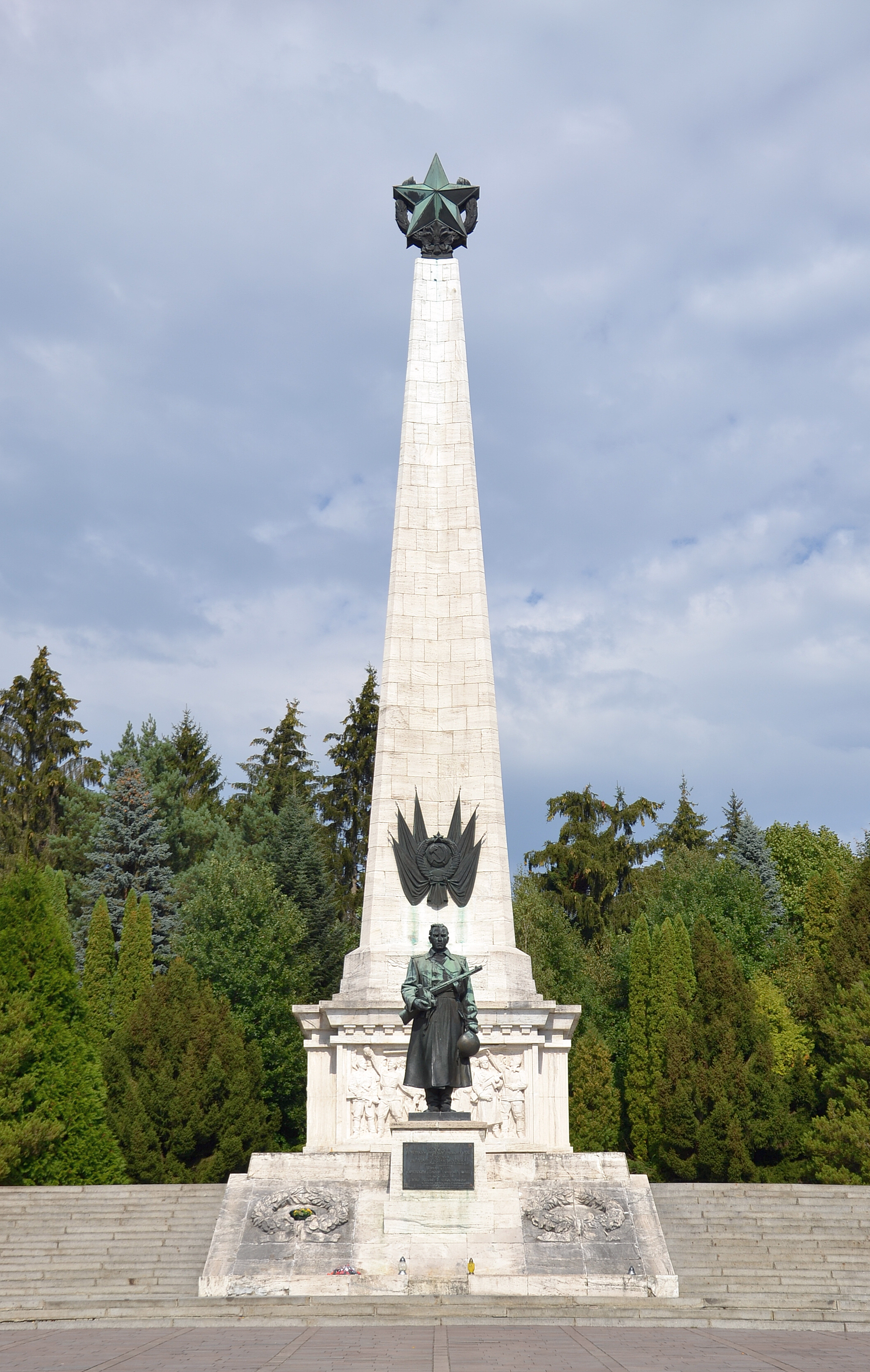
Památník Sovětské armády.
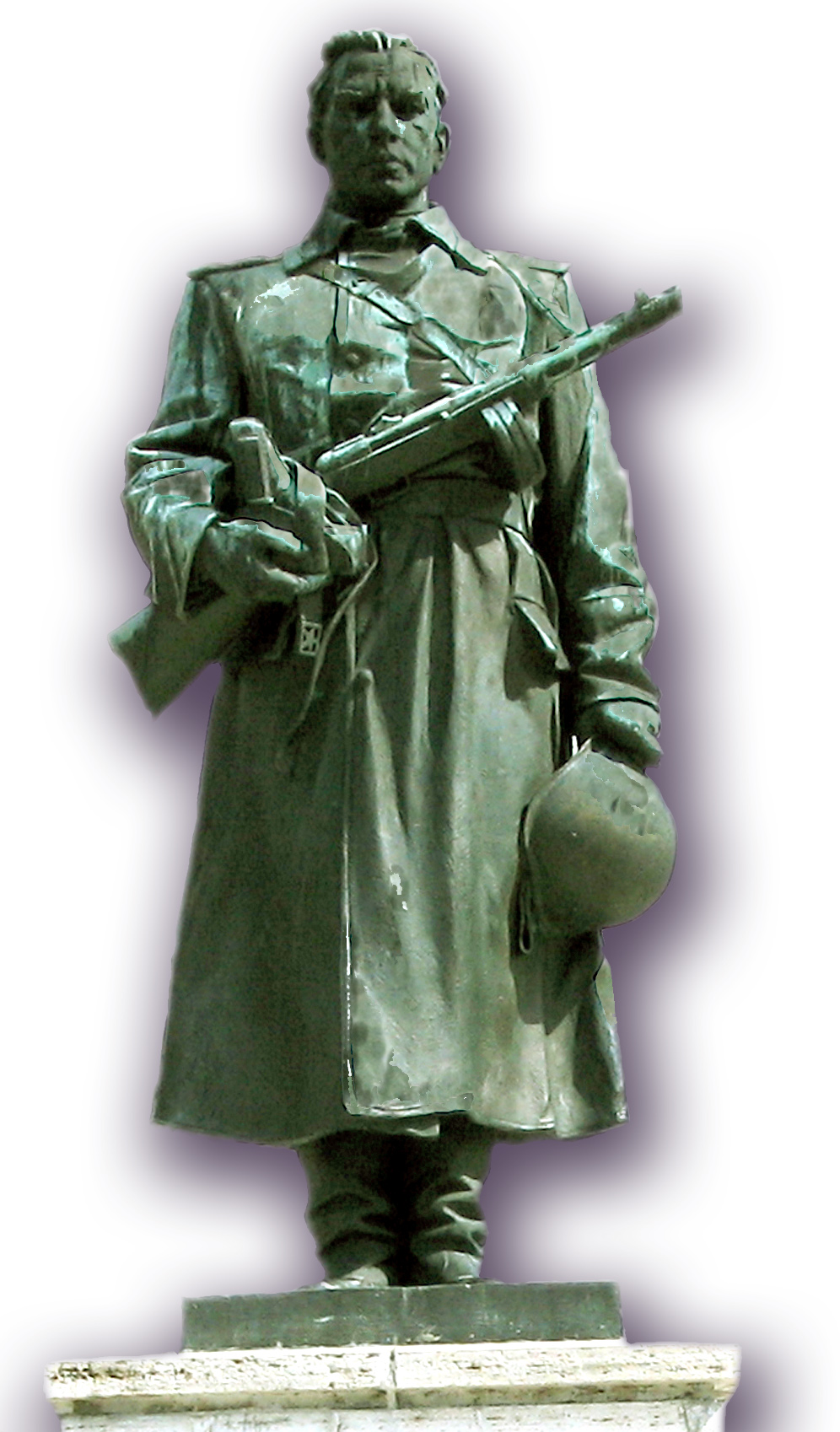
Bronzová plastika Jana Bartoše a Jana Hany.
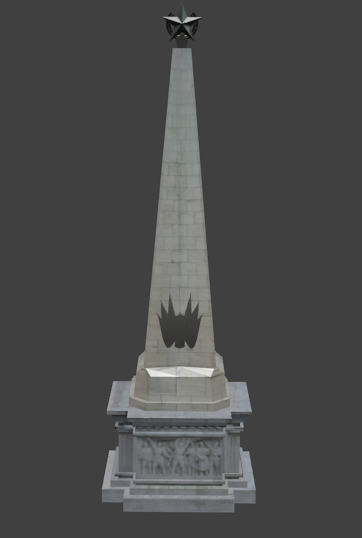
Památník Rudé armády ve Svidníku.
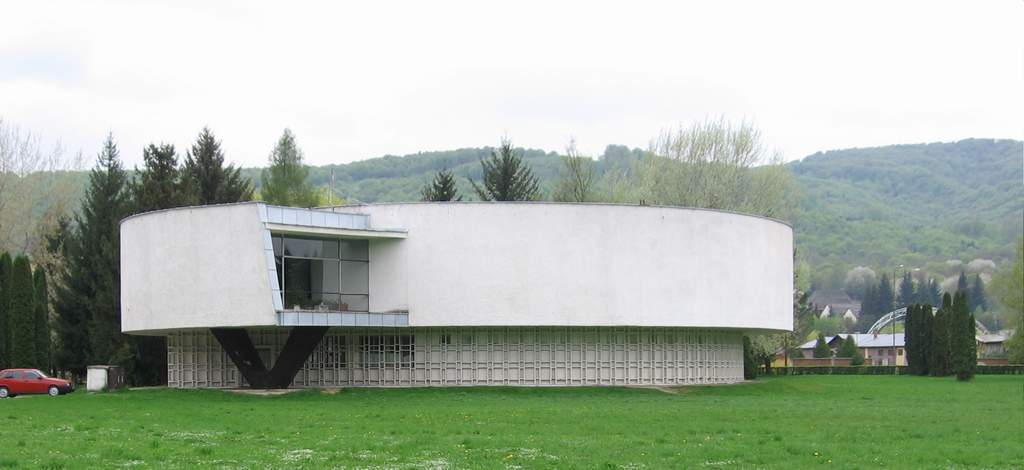
Vojenské muzeum Karpatsko-dukelské operace ve Svidníku.